# Jazavci
Jazavci (lat. melinae) skupno je ime pripadnika triju rodova koje pripadaju porodici Mustelidae: istoj sisavačkoj porodici u koju ubrajamo tvorove, lasice, vidre i nekoliko ostalih vrsta zvijeri. Postoji osam vrsta jazavaca, smještenih u tri potporodice: Melinae (jazavci Europe i Azije), Mellivorinae (medojedni jazavac) i Taxideinae (američki jazavac). Azijski smrdljivi jazavci iz roda Mydaus bili su svrstavani u rod Melinae, no nedavna istraživanja ukazuju kako se zapravo radi o rođacima tvorova (porodica Mephitidae) starog svijeta. 
Tipični jazavci (vrste Meles, Arctonyx, Taxidea i Mellivora) kratkih su udova i zdepaste građe. Donja čeljust povezana je s gornjom putem transverzalnog kondilarnog nastavka čvrsto vezanog u dugu šupljinu lubanje, pa je dislokacija čeljusti nemoguća. Ovo svojstvo omogućuje jazavcu održavanje snažnog ugriza bez popuštanja, no smanjuje pokretljivost čeljusti. 

## Klasifikacija
- Porodica Mustelidae
  - (Potporodica Lutrinae: vidre)
  - Potporodica Melinae
    - Svinjski jazavac, Arctonyx collaris
    - Burmanski tvor jazavac, Melogale personata
    - Javanski tvor jazavac, Melogale orientalis
    - Kineski tvor jazavac, Melogale moschata
    - Everettov tvor jazavac, Melogale everetti
    - Euroazijski jazavac, Meles meles

  - Potporodica Mellivorinae
    - Medojedni jazavac, Mellivora capensis

  - Potporodica Taxideinae
    - †Chamitataxus avitus
    - †Pliotaxidea nevadensis
    - †Pliotaxidea garberi
    - Američki jazavac, Taxidea taxus

  - (Potporodica Mustelinae: lasice, kune, tvorovi)
- Porodica Mephitidae
  - Indonezijski smrdljivi jazavac, Mydaus javanensis
  - Filipinski smrdljivi jazavac, Mydaus marchei

## Ponašanje
Ponašanje jazavaca razlikuje se od potporodice do potporodice, no sve vrste žive u podzemnoj jazbini. Neki su samotne životinje, putujući od jednog doma do drugog, dok ostali tvore klanove. Veličina klanova varira, od dvije do petnaest jedinki. Jazavci su razjarene životinje i štitit će sebe i svoju mladunčad pod svaku cijenu. Jazavci su sposobni boriti se s mnogo većim životinjama, poput vukova, kojota i medvjeda. Na kraće staze, jazavci mogu trčati brzinom od 25 – 30 km/h.

## Prehrana
Sjevernoamerički jazavac svejed je i njegov plijen predstavljaju štakori bisagaši, tekunice, krtice, svisci, prerijski psi, šumski štakori i skočimiši. Također vrebaju ptice koje se gnijezde na tlu (poput ćuka jamara ili bregunice), guštere, vodozemce, ribe, tvorove (Mephitis i Spilogale), kukce, a hrane se i strvinom, medom, nekim vrstama biljaka i gljivama. Ne nalik ostalim zvijerima koje vrebaju svoj plijen, jazavci većinu pronalaze kopajući. 
Medojedni jazavci hrane se medom, ježevima, pa čak i zmijama otrovnicama. Mogu se penjati drvećem kako bi došli do košnica pčela.
Prehrana euroazijskog jazavca sastoji se od glista, kukaca i ličinki. Također se hrane manjim sisavcima, vodozemcima, gmazovima, pticama, žitaricama, korijenjem i voćem.

## Jazavci i ljudi
Mnogi su jazavci u Europi pobijeni plinom tijekom 1960ih i 1970ih radi kontroliranja bjesnoće. Do 1980ih, ubijanje plinom provođeno je u Ujedinjenom Kraljevstvu radi kontrole nad goveđom tuberkulozom. Skandinavski je običaj stavljati ljuske jajeta u čizme prije šetnje kroz jazavčevo područje, jer se vjeruje kako jazavci ne zagrizu dok ne čuju krckanje kostiju. Lov na jazavce čest je u mnogim zemljama; radi njegova štetočenja ili radi sporta.
Borba jazavaca je zakonom zabranjena Ugovorom o okrutnosti prema životinjama 1835, kao i Ugovorom o zaštiti jazavaca 1992.
Jazavčari su posebna pasmina pasa, prvotno uzgajana izričito radi korištenja u lovu na jazavce i borbama jazavaca.
Jazavčeva gruba dlaka koristi se u proizvodnji kvalitetnih četki za brijanje, a u nekim se prilikama koristi i kao kosa za lutke.

## Jazavci u književnosti
Jazavci su popularan pojam u književnosti. Mnogi likovi jazavaca pojavljuju se u Redwall novelama Briana Jacquesa. U knjigama o Harryju Potteru, jedan od četiri "doma" Hogwartsa, Hufflepuff, koristi jazavca kao svoj zaštitni znak. 
Najpoznatija pjesma o jazavcu dolazi iz perioda romantizma, pjesnika Johna Clarea. Pjesma opisuje lov na jazavca, i tretira jazavca kao plemenito biće koje na kraju umire.
Jedno od najpoznatijih djela bosanskohercegovačke književnosti je "Jazavac pred sudom" Petra Kočića. To djelo je bilo vrlo popularno u Jugoslaviji, te se čak zagrebačko kazalište "Kerempuh" do 1994. godine zvalo "Jazavac".

## Drugi projekti
|  | Wikivrste imaju podatke o taksonu jazavcima |